# Nacaduba nadia
Nacaduba nadia är en fjärilsart som beskrevs av John Nevill Eliot 1955. Nacaduba nadia ingår i släktet Nacaduba och familjen juvelvingar. Inga underarter finns listade i Catalogue of Life.